# Перестріч скельний
{{#ifeq:0|0|{{#if:Melampyrum saxosum|{{#if:|[[]}}|[[]]}}}}
Перестріч скельний (Melampyrum saxosum) — вид квіткових рослин родини вовчкових (Orobanchaceae).

## Біоморфологічна характеристика
Це напівпаразитичний однорічник. Рослина заввишки 10–40 см. Віночок 8–13 мм завдовжки, білий чи блідо-жовтий, нижня губа пурпурова чи з пурпуровими лініями, з відкритим зевом. Коробочка еліптично-ланцетна, 4–9 мм завдовжки.

## Поширення
Це ендемік східних і південних Карпат (Польща, Румунія, Україна).
В Україні вид росте на галявинах та гірських луках, у ялинових лісах — у Карпатах.